# Eric Lander
Pour les articles homonymes, voir Lander.
Eric Steven Lander, né le 3 février 1957 à Brooklyn, est un biologiste et mathématicien américain, professeur de biologie au Massachusetts Institute of Technology (MIT).
Il participe au séquençage du génome humain.

## Biographie
En 2002, Eric Lander est membre d'un comité de cinq scientifiques invité par le Mind and Life Institute dans le cadre d'une série de séminaires sur la science occidentale pour le 14e dalaï-lama. Les séminaires précédents avaient exploré la physique des particules et les neurosciences. Ce fut le premier séminaire sur la biologie cellulaire et moléculaire. Les scientifiques qui se joignirent à Lander à Dharamsala, en Inde comprenaient Stuart Kauffman, Steven Chu, Ursula Goodenough et Pier Luigi Luisi.

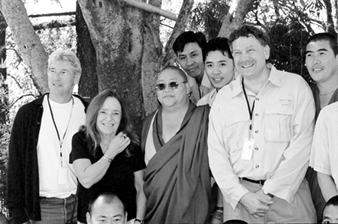
Eric Lander à Dharamsala en 2002 en Inde, avec Richard Gere, Ursula Goodenough et un moine bouddhiste.

## Distinctions
- 2010 : Prix Newcomb-Cleveland
- 2017 : docteur honoris causa de l'université catholique de Louvain[1].
- 2020 : membre de l'Académie pontificale des sciences[2]